# Lieutenant général (Royaume-Uni)
Pour les articles homonymes, voir Lieutenant général.
Le lieutenant général (Lt Gen), anciennement plus communément lieutenant-général, est un grade supérieur dans l'armée britannique et les Royal Marines. C'est l'équivalent d'un rang multinational trois étoiles ; certains lieutenants généraux britanniques portent parfois des insignes trois étoiles, en plus de leur insigne standard, lorsqu'ils participent à des opérations multinationales.
Le grade de lieutenant général est le deuxième grade au sein des officiers généraux, juste en dessous de celui de général et au-dessus de celui de major général. Le grade a un code OTAN OF-8, équivalent à un vice-amiral dans la Royal Navy et un maréchal de l'air dans la Royal Air Force (RAF) et les forces aériennes de nombreux pays du Commonwealth.
L'insigne de grade pour l'armée et les Royal Marines est une couronne sur un sabre et une matraque croisés. Depuis le couronnement de la reine Élisabeth II, la couronne de Saint-Édouard, communément appelée couronne de la reine, a été représentée. Avant 1953, la couronne Tudor, communément appelée couronne du roi, était utilisée.

## Utilisation de l'armée britannique
D'ordinaire, le lieutenant général est le grade détenu par l'officier commandant un corps entier du champ de bataille. L'officier général commandant du Corps de réaction rapide allié de l'OTAN est un lieutenant général britannique. Historiquement, le Ier corps et le IIe corps étaient commandés par des lieutenants généraux britanniques. De plus, trois nominations de lieutenants généraux existent également au sein du quartier général actuel de l'armée britannique. Il s’agit du commandant de l’armée de campagne, du commandant du commandement intérieur et du chef du matériel (terrestre) de l’équipement et du soutien de la défense (à double casquette de quartier-maître général des forces).

## Utilisation des Royal Marines
Bien que le poste supérieur dans les Royal Marines, le commandant général, occupe depuis 1996 le grade inférieur de major général, avant cette date, le commandant général était lieutenant général ou général à part entière. Cependant, étant donné que quelques postes plus élevés dans les forces armées britanniques sont ouverts à des officiers de différents services, les officiers des Royal Marines peuvent atteindre et atteignent le grade de lieutenant général, étant affectés à des postes dans les forces conjointes ou au ministère de la Défense. Les exemples incluent le lieutenant général Robert Fry (en), le lieutenant général James Dutton et le lieutenant général David Capewell (en).

## Utilisation de la Royal Air Force
Du 1er avril 1918 au 31 juillet 1919, la Royal Air Force a conservé le grade de lieutenant général. Il a été remplacé par le grade de maréchal de l'air le jour suivant. Bien que David Henderson fut lieutenant général de la RAF, le chef d'état-major de la RAF, Hugh Montague Trenchard, n'a jamais occupé ce grade. En outre, l'amiral à la retraite de la Royal Navy John de Mestre Hutchison (en) a occupé une commission honorifique de la RAF au rang de lieutenant général. 
L'insigne de grade de lieutenant général de la RAF était similaire à l'insigne de grade naval pour un vice-amiral, avec une large bande d'or portée sur la manchette avec deux bandes plus étroites au-dessus. Contrairement aux insignes navals, les insignes de lieutenant général de la RAF n'avaient pas de boucle d'officier.